# Jan Dzierżon
El Padre Jan Dzierżon (16 de enero de 1811 - 26 de octubre de 1906) fue un apicultor, sacerdote, inventor y apidologista (estudioso de los insectos del género Apis) polaco, famoso por su descubrimiento de la partenogénesis en las abejas, y por diseñar una colmena de cuadros o marcos móviles, permitiendo pasar de una apicultura fijista a una movilista.

## Biografía
Jan Dzierżon nació 16 de enero de 1811, en Łowkowice, cerca de Kluczbork, en el Reino de Prusia. 
En 1822 se trasladó a Wrocław. 
En 1833 se graduó en la Facultad de Teología Católica de la Universidad de Breslavia. En 1834 fue ordenado sacerdote católico. En 1835 fue destinado a una parroquia de Karłowice. 
En su colmenar, Dzierżon estudió la vida social de las abejas melíferas y construyó varias colmenas experimentales. En 1840, inventó una colmena de marcos o cuadros móviles que permitió la manipulación de panales de miel individuales sin destruir la estructura de los panales de las colmenas. Su colmena ganó popularidad rápidamente en Europa Central. 
En 1845 Dzierżon descubrió que los zánganos nacen de huevos no fecundados.
En 1854 descubrió el mecanismo de secreción de la jalea real y su papel en el desarrollo de reinas.
En 1872 Dzierżon recibió un doctorado honoris causa en la Universidad de Múnich.
En 1874 regresó a Łowkowice, donde murió el 26 de octubre de 1906, a la edad de 95 años.

## El legado
Jan Dzierżon es el padre de la apicultura moderna y del estudio de las abejas. Las colmenas modernas siguieron su invento original. 
En 1946, el pueblo de Rychbach, en Baja Silesia, cambió su nombre por Dzierżoniów, en su honor. En 1962, se denominó Jan Dzierżon al Museo de Apicultura de Kluczbork.

## Obra
- 1847 – Theorie und Praxis des neuen Bienenfreundes (Teoría y práctica de la abeja moderna)
- 1852 – Nachtrag zur Theorie und Praxis... (Apéndice de la Teoría y Práctica)
- 1861 – Rationelle Bienenzucht (Apicultura racional)
- 1890 – Der Zwillingstock